# 衡晓帆
衡晓帆（1967年12月5日—），男，汉族，山西侯马人，中华人民共和国政治人物。现任中共天津市委常委，市委政法委书记。

## 生平
曾任内蒙古自治区人民政府副主席，内蒙古自治区公安厅党委书记、厅长、督察长，中共内蒙古自治区党委政法委副书记。2022年6月，任天津市人民政府副市长，天津市公安局党委书记、局长。2024年3月，出任中共天津市委常委、政法委书记。